# Natalie Coughlin
Natalie Coughlin (n. 23 august 1982, Vallejo, California, SUA) este o înotătoare americană, medaliată olimpică. A participat la 3 ediții ale Jocurilor Olimpice (2004, 2008, 2012) în care a câștigat 5 medalii de aur, 4 medalii de argint și 6 medalii de bronz.